# Курносенко Микола Юрійович
Мико́ла Ю́рійович Курно́сенко (28 червня 1975 — 29 серпня 2014) — старшина МВС, учасник російсько-української війни.

## Життєпис
Народився 1975 року в місті Дніпропетровськ. Закінчив Національну Металургійну Академію Україні в 1997 році. Працював аспірантом на кафедрі політекономіки. Микола Курносенко був автором сайту Gorodoved.dp.ua. У 2013 році переміг у фотоконкурсі «Вікі любить пам'ятки» у Дніпропетровській області. Керівник компанії «Альпсіті» — з надання послуг промислового альпінізму.
Старшина міліції батальйону міліції «Дніпро-1». Став ініціатором створення офіційної Фейсбук-спільноти полку «Дніпро-1». Одним з перших почав знімати відео про події в АТО та вести фотохроніку. Створив перший відеосюжет про полк.
29 серпня 2014 року загинув при виході з оточення поблизу Іловайська. Похований на Краснопільському цвинтарі.
Без Миколи лишились дружина і син 1999 р.н.

## Нагороди і вшанування
- 31 жовтня 2014 року за особисту мужність і героїзм, виявлені у захисті державного суверенітету та територіальної цілісності України, вірність військовій присязі під час російсько-української війни, відзначений — нагороджений орденом «За мужність» III ступеня (посмертно).
- Його портрет розміщений на меморіалі «Стіна пам'яті полеглих за Україну» у Києві: секція 3, ряд 10, місце 21
- Вшановується 29 серпня на щоденному ранковому церемоніалі вшанування українських захисників, які загинули цього дня у різні роки внаслідок російської збройної агресії[3]
- Іловайський Хрест (посмертно)